# 崩坏：星穹铁道
《崩坏：星穹铁道》是由米哈游开发的戰略角色扮演遊戲，于2023年4月26日登陸Microsoft Windows、iOS、Android，于2023年10月11日登陸PlayStation 5。本作为繼《FlyMe2theMoon》、《崩壞學園》、《崩壞學園2》、《崩坏3》之後，崩坏系列的第5部作品。游戏融合了日式角色扮演游戏的元素，战斗系统采用回合制，并含有箱庭探索、Roguelike等机制。故事主要讲述了游戏主角“开拓者”登上“星穹列车”漫游宇宙中各大行星，并在冒险中解决“星核”对各世界带来的灾难。该作是免费遊玩的服务型游戏，抽卡為主要收費模式。
《崩坏：星穹铁道》于2019年立项，立项之初确定该游戏将较为轻度且偏向运营，该项目为米哈游首次尝试回合制战斗机制，计划在上线后至少运营6年。由于前作《崩坏3》的背景设定是地球，但剧情中曾提到该世界观中的其他行星，因此制作团队决定将“宇宙”作为《崩坏：星穹铁道》的舞台。此外由于玩家反映《崩坏3》的操作难度过高，团队决定《崩坏：星穹铁道》更重视策略性，并降低操作难度和上手门槛，打造“可以玩的动画番剧”。
《崩坏：星穹铁道》于2021年10月公开，由于前部作品《原神》的知名程度，游戏上线前得到了广泛的期待，并获得金摇杆奖的最受期待游戏奖提名。游戏上线后获得了普遍正面的评价，其剧情、角色和战斗系统得到了评论家的称赞，但养成系统和收費方式则获评褒贬不一。游戏也取得了商业上的成功，上线10天内手游版本的收入已超过1亿美元。

## 玩法

《崩坏：星穹铁道》的一場戰鬥，图中玩家操控的角色艾丝妲释放“终结技”技能

《崩坏：星穹铁道》是一款戰略角色扮演遊戲，游戏并非开放世界，而是采用箱庭探索式的地图，以星球作为章节区域。世界各地存在多个“界域定锚”，可供玩家用于快速旅行。玩家跟隨遊戲主線前往不同的地方，还有機關解密及支線任務等內容。世界各地分布着奖励高价值资源的關卡，此类資源可以用於強化角色和購買道具，但需要消耗名为“开拓力”的体力才可进入，体力会随时间推移而缓慢回复。另有名为“模拟宇宙”的Roguelike玩法可获得高级物资。通过完成某些任务或参加特定的限时活动，玩家可解锁一些可玩角色，但大多数角色都需通过名为“跃迁”的抽卡系统获得。游戏设有保底系统，玩家在抽取一定次数后必定获得稀有角色。
戰鬥模式為回合制，每个队伍可包含四名角色。每个角色都有一种「命途」和元素属性，命途相当于角色职业，分为八种：输出型的智识命途、巡猎命途、毁灭命途，辅助型的虚无命途、存护命途、同谐命途，用于治愈的丰饶命途，3.0版本新增召喚物參與戰鬥的記憶命途；元素属性则分为七种：物理、火、冰、雷、风、量子、虚数。每个敌人都有一种或多种元素属性作为其“弱点”，使用其弱点属性攻击可降低敌人的“韧性”，韧性耗尽后将对敌人造成“弱点击破”效果，使敌人受到额外伤害并遭受减益，一回合后恢复韧性值。每个角色可在战斗中使用两种技能：“战技”和“终结技”。战技需要消耗“战技点”释放，发动普通攻击可获得战技点；终结技则是需要清空能量才能使用的绝招，普通攻击和战技均可累积能量。

## 故事内容

### 设定
《崩坏：星穹铁道》设定在一个科学幻想宇宙中，银河中存在着星神，星神是一种高度凝聚的哲学概念化身，是那些践行某种信念并达到命途终点的意識體所成为的存在。星神掌握着改变现实和创造世界的力量，祂们可以操控各自命途上的虚数能量。本作包含18种不同的命途，每个命途都代表了一种信念和力量，其中8种被设定为游戏中的角色职业。每个星神与其命途之间存在一种相互依存的关系。星神可以搬运命途上的能量，但同时也被命途所束缚。一旦命途开启，就无法关闭，即使星神陨落，命途仍然存在。目前已知的18位星神中，有一些已经陨落或失踪。

游戏中的故事情节涉及到不同命途的星神和祂们的信念。例如，開拓星神阿基維利铺下了星海中的轨道，使得人们可以利用星神的力量进行星际旅行。纳努克则代表了毁灭命途，祂认为文明是宇宙的癌症，并散播灾祸的源头到世界各地。还有一些星神代表着不同的命途，如存护命途、欢愉命途、巡猎命途、智识命途、神秘命途、同谐命途、記憶命途及繁育命途等。每个命途都有自己的派系和信徒，这些组织根据对星神和命途的不同理解和信念而形成。派系之间常常结盟或敌对，但多数星神对这些凡人组织并不关心。在游戏中，代表不同命途的派系有毁灭命途的反物质军团、存護命途的星際和平公司及巡猎命途的仙舟联盟和巡海游侠等。此外，还有一些与星神有关的角色，如令使和命途行者。令使是由星神直接赋予力量的凡人，而命途行者则受到星神的感召，走在对应的命途上，并从中获得力量和恩赐。

游戏中还存在一些重要概念，如星核、裂界和星核猎手。星核是被毁灭星神投放到世界各地的神秘物質，会带来灾厄和空间扭曲，被稱作「萬界之癌」。裂界是由星核引发的空间扭曲现象，会影响人们并使他们变成怪物。星核猎手则是一个神秘组织，他们在不同地方狩猎星核，认为星核虽然带来了负面影响，但本身是有价值的珍宝。星穹列车是由星神阿基维利制造的列车，在星空轨道上行驶穿越许多世界。它的初始站和末站都叫做裴迦纳，是阿基维利的故乡。

### 剧情
| 太空站「黑塔」（湛蓝星） | 今天是昨天的明天   | 2023年4月26日 |
| 一日，反物质军团入侵空间站“黑塔”，卡芙卡和银狼趁乱潜入空间站，从中取出“星核”，将其注入作为“载体”的玩家角色“开拓者”（其名字和性别由玩家选择）体内。醒来的开拓者失去了记忆，卡芙卡在离开前向其告知，开拓者将在未来开启冒险，而在旅途的尽头，所有谜题都将会解开。再次醒来后，开拓者遇到前来救援的“星穹列车”乘员三月七和丹恒，两人护送开拓者先后与防卫科负责人阿兰、星穹列车领航员姬子、空间站站长艾丝妲会面。一同消除了剩余的敌人后，由于体内“星核”的潜在威胁，开拓者在姬子以及空间站真正的主人黑塔的建议下，决定登上星穹列车，在无数“世界”与“世界”之间展开新的冒险，并解决星核对各个世界带来的威胁。 |                    |               |
| 雅利洛-Ⅵ | 於枯索的冬夜裡     | 2023年4月26日 |
| 雅利洛-Ⅵ | 於曈曨的驕陽下     | 2023年4月26日 |
| 列车组的第一个目的地是雅利洛-Ⅵ，由于星核的影响，该星球大部分地区被寒潮覆盖。开拓者、三月七和丹恒抵达星球上唯一的人类聚居地——贝洛伯格城，三人向“大守护者”可可利亚说明来意后，却在次日遭其养女布洛妮娅前来抓捕。逃跑途中商人桑博将三人和布洛妮娅迷晕，随后送往下层区。由于可可利亚过去的命令，上层区对下层区实施了十余年的封锁，导致后者极端贫困、冲突加剧。桑博坦白自己是民间组织“地火”的一员，该组织在封锁开始后致力于维护下层区的秩序。一行人后来遇见地火的骨干成员希兒，布洛妮娅最初坚信封锁的正确性，但在见证了下层区的乱象后，慢慢开始同情下层区人的痛苦，最终得知自己也曾是一名下层区人。为了取得星核的线索，列车组与地火联合，击败了为守护下层区而封锁上下层通道的机器人领袖史瓦罗，得知了历史的真相——可可利亚早已知道星核是一切灾难的根源，却想人们隐瞒了这一信息并阻止毁灭星核的研究。列车组随后返回地面与可可利亚对峙，得知可可利亚接受了星核的条件，打算让裂界吞没整个贝洛伯格，使所有人都将在裂界中重生以创造“新世界”，背叛了“存护”贝洛伯格的职责。在随后的战斗中，可可利亚与星核结合，看似杀死了开拓者，但开拓者在前任大守护者意志的认可下，得到了存護星神克里珀的瞥视，拿起了第一任大守护者曾持有的炽焰骑枪，击败了可可利亚。可可利亚随后消亡，星核也被封印。布洛妮娅接替她成为新的大守护者，同时宣布解除上下层区的封锁。但由于裂界的影响扎根太深，雅利洛-Ⅵ的极端生态环境难以在短期恢复。                                           |                    |               |
| 仙舟「罗浮」 | 乘槎馭風仙窟遊     | 2023年4月26日 |
| 仙舟「罗浮」 | 雲樹百丈蔽重樓     | 2023年7月9日  |
| 仙舟「罗浮」 | 劫波渡盡戰雲收     | 2023年8月30日 |
| 回到星穹列车后，列车组收到了卡芙卡的信号，卡芙卡希望他们解决仙舟「罗浮」上爆发的星核。而在抵达仙舟「罗浮」后，列车组不被允许协助消除星核，而是被云骑将军景元派去抓捕卡芙卡和她的星核猎手同伴——刃，因为他们被视为仙舟的威胁。开拓者、三月七和瓦尔特·杨找到卡芙卡后，却得知她的目的只是让列车组与仙舟并肩作战，解决星核之乱。此时星核向枯朽数千年的神迹、仙舟的根源——「建木」注入能量，使其重生。景元派遣符玄率云骑军监视毗邻「建木」的丹鼎司洞天，列车组被派往音讯全无的工造司平息风浪后赶来，却得知云骑军已在与阴谋颠覆仙舟的「药王秘传」的战斗中惨败。众人随后与药王秘传的魁首作战，而她在濒死之际使偽裝成接渡使停雲的「绝灭大君」幻胧现身。幻胧用爪牙拖延时间，深入封印建木的「鳞渊境」，试图通过染指建木以覆灭仙舟。赶来会合的丹恒在鳞渊境的路上遭到刃的袭击，迫使他露出了作为饮月君的真实面目。在景元的请求下，丹恒动用饮月君的龙尊之力，分开古海之水，开启通向建木玄根的道路。众人随后迎战幻胧，在激烈的战斗中，幻胧控制住濒死的景元，试图将「毁灭」的力量注入他的身体，把他转变为虚卒。危急关头，丹恒投出长枪切断了景元和幻胧的连接，两人默契配合同时重创幻胧，使其逃走，与建木的联结被切断，景元也重伤昏迷。参与了送别阵亡者的“慰灵奠仪”后，列车组返回星穹列车，准备前往匹诺康尼。 |                    |               |
| 匹诺康尼 | 喧嘩與騷動         | 2024年2月6日  |
| 匹诺康尼 | 鴿群中的貓         | 2024年3月27日 |
| 匹诺康尼 | 在我們的時代裡     | 2024年5月8日  |
| 匹诺康尼 | 再見，匹諾康尼     | 2024年6月19日 |
| 匹诺康尼 | 在第八日啟程       | 2024年12月4日 |
| 由「同諧」派系「家族」掌管的「匹諾康尼」有「盛會之星」之名，是一個建構於憶域之上的美夢世界，列车组受邀前去參加盛大的「諧樂大典」。在匹諾康尼，開拓者邂逅了少女流螢，並與「憶者」黑天鵝和「虛無」令使黃泉一同調查美夢之後的黑暗面。隨後三場命案接連發生，諧樂大典的歌手知更鳥和流螢先後被憶域迷因「何物朝向死亡」殺害，最後是「公司」使節砂金設計迫使黃泉出手斬殺他。然而在夢境中的死亡只會將人帶到美夢底下的原始憶域「流夢礁」，流螢把列車組引導至該處，眾人得知匹諾康尼建成的背後是星核的力量，並追尋匹諾康尼創始人「鐘錶匠」米哈伊爾等三名前代無名客在匹諾康尼的事蹟。開拓者不只繼承了鐘錶匠的「遺產」，還得到了同諧星神的瞥視。而後列車組直面家族的叛徒——「橡木家系」家主、知更鳥的兄長星期日，他企圖以已隕星神「秩序」的力量掌控匹諾康尼，讓所有人身陷人為創造的美夢。眾人以為成功阻止了星期日，迎來美好結局，但黑天鵝從開拓者的記憶中發現不合理之處，進而意識到眾人正處於星期日的「太一之夢」中。列車組等人從夢中醒來並重新集結，將星期日打敗。事後，列車組受邀前往家族的豪華遊艇「暉長石號」，雖一度因「愚者」花火在船上裝設炸彈而陷入險境，但所謂炸彈實際上只是一場盛大的煙火，為匹諾康尼之旅畫下句點。列車組準備啟程前往下一站——連阿基維利也未曾抵達的永恆之地「翁法羅斯」。在出發之前，列車組遇見了逃獄的星期日以及生還的停雲本尊，前者為了踏上新的旅程而加入列車組。                                                                   |                    |               |
| 翁法羅斯 | 落木逐火英雄紀     | 2025年1月15日 |
| 翁法羅斯 | 門扉之啟，王座之終 | 2025年2月26日 |
| 翁法羅斯 | 走過安眠地的花叢   | 2025年4月9日  |
| 翁法羅斯 | 在黎明升起時墜落   | 2025年5月21日 |
| 翁法羅斯 | 因為太陽將要毀傷   | 2025年7月2日  |
| 翁法羅斯 | 英雄未死之前       | 2025年8月13日 |
| 翁法羅斯是一個分成多個城邦的文明世界，人們信奉的神明擁有實體，被稱作「泰坦」，一共有十二位。然而，這個世界因為「黑潮」的入侵以及泰坦的異常行為而瀕臨毀滅，於是從千年前開始，在神諭的指引下，一群被稱作「黃金裔」的人類企圖奪取所有泰坦的核心「火種」，以達成預言中的神跡「再創世」；在那之前，接下火種並通過試煉的他們將成為暫代神職的「半神」。列車組抵達翁法羅斯後，三月七因不明原因陷入昏迷，開拓者與丹恆率先登陸，但失去與列車的聯繫。兩人與黃金裔建立合作關係，與他們一起踏上逐火之旅。途中，黃金裔逐一履行自己的使命，開拓者也臨危受命成為「歲月泰坦」的半神，並得到記憶星神的瞥視。但儘管收集了所有火種，眾人仍難敵殘酷命運和覬覦火種的神秘強敵「盜火行者」。在接近破滅的結局裡，僅存的黃金裔、「負世泰坦」的半神白厄得知了翁法羅斯的真相——其僅是「智識」產物「帝王權杖」內部的演算世界，真正的再創世意味著以黑潮為跡象的「毀滅方程式」演算完成，絕滅大君「鐵墓」將破殼而出，為宇宙帶來浩劫。這次的逐火之旅其實是第33550336次的演算迴圈，因為最初的白厄以「卡厄斯蘭那」的身分鑄就了死循環「永劫回歸」，他在無數次輪迴中阻止再創世，最終燃盡靈魂成為盜火行者，白厄將他斬殺後將繼承他，把輪迴延續下去。但因為真正的變數——開拓者踏入了輪迴中，白厄選擇讓開拓者代替自己回到輪迴的起點，去找出消除鐵墓的方法。隨後白厄用盡所有輪迴累積的力量與絕滅大君「焚風」（不確定是否為實體）一搏，雖然敗北而被鐵墓吸收，但在戰鬥中得到了毀滅星神的瞥視。 |                    |               |

## 开发
《崩坏：星穹铁道》于2019年立项，目标是“为《崩坏》系列探索新方向”，计划在上线后至少运营6年。制作团队约为500名，大部分人是科幻作品和回合制角色扮演游戏的爱好者。选择科幻题材是由于它是年轻一代所期待的内容。该项目是米哈游首次尝试回合制战斗机制，团队认为该游戏类型在游戏市场很有吸引力，且能降低玩家的上手门槛，在米哈游先前进行的问卷调查中，也有许多玩家表示喜欢该类型的游戏；对于此类型游戏是否过于复古的担忧，制作团队认为只要游戏质量足够便能吸引玩家。《女神异闻录5》是团队想制作的回合制角色扮演游戏的目标，对团队选择制作该类游戏也有很大影响。
游戏的场景“仙舟·罗浮”设计以东方奇幻作为基础，团队形容其为“丝绸朋克”。制作人蒋大卫是英雄傳說 軌跡系列的爱好者，在读硕士时用该系列游戏缓解疲惫，《崩坏：星穹铁道》世界观的构筑也受到该系列影响，与其它崩坏系列作品一样是“不会过于硬核的软科幻”。前作《崩坏3》的背景设定是地球，但剧情中曾提到该世界观中存在其他行星，因此《崩坏：星穹铁道》的制作团队决定扩充“宇宙”这一概念，确立了角色搭乘列车漫游宇宙中各大行星这一基本设定。游戏中每一颗行星的制作都耗时一年，制作顺序是先确定星球的世界观和主题，然后创作角色及详细的设定资料，最后编写剧情。蒋大卫希望《崩坏：星穹铁道》能达到电影、动画里那种“仿佛置身于作品世界之中”的沉浸感，制作出“可以玩的动画番剧”。
战斗机制方面，制作人蒋大卫称本作采用“指令型制战斗”，他表示先前的《崩坏3》和《原神》都在深耕角色扮演游戏，但没有尝试过指令型制及回合制的角色扮演游戏，希望借助本作尝试这一领域。此外，有玩家反映《崩坏3》的动作性过强，操作难度过高，因此《崩坏：星穹铁道》更重视策略性而非玩家的操作能力，团队也通过简化玩家的选择，让玩家有更多时间思考下一步行动，来降低上手门槛。为了提升玩家的沉浸感，制作团队将人工智能技术融入到非玩家角色的行为模式中。

## 發行及宣傳
《崩坏：星穹铁道》于2021年10月5日在《崩壞3rd》的「星火流音」紀念演出直播中公開，同月8日官方YouTube频道公布，并发布首支实机演示宣传片，展示了游戏的角色、场景和战斗机制，同时招募玩家参与封閉測試。10月27日，游戏開展第一次封閉測試，2022年5月25日進行第二次封閉測試。2022年6月，游戏参展夏日游戏节。同年8月15日，游戏获得开发商所在地上海徐汇区的文化和旅游局发放的“文化发展专项资金”扶持。同年8月24日，游戏在2022年Gamescom的开幕夜上亮相。
2023年1月17日，游戏的移动端获得国家新闻出版署批出的游戏版号，游戏被批准在中国大陆发行。2023年2月10日游戏进行第三次封閉測試，同日App Store页面暴露游戏正式上线时间为4月26日。国际市场方面，米哈游在游戏公测前一个月投放超过2,000组Google Play端的广告，主要投放渠道为Google AdMob，主要投放地区为日本、香港、美国、越南、泰国。
4月25日，米哈游发布游戏片头曲动画“星间旅行”。4月26日遊戲正式全球上線。4月28日，米哈游在徐家汇举行首次主题展“银河聚汇”。4月29日至5月13日，米哈游包下了厦门轨道交通1号线的列车广告并联合发行数字纪念票（NFT），用于宣传该游戏。7月13日米哈游开通了名为“星穹铁道高铁品牌专列”的高铁列车，线路不定，同样用于宣传游戏。

## 反响

### 评价
| 汇总媒体             | 得分                   |
| -------------------- | ---------------------- |
| Metacritic           | PC：80/100 PS5：82/100 |
| OpenCritic（推荐率） | 90%                    |

| 媒体         | 得分   |
| ------------ | ------ |
| Eurogamer    | 推荐   |
| IGN          | 9/10   |
| PC Gamer美国 | 90/100 |
| PCGamesN     | 8/10   |
| 3DMGAME      | 8.8/10 |
| Screen Rant  | [ 72 ] |
| GamingBolt   | 9/10   |

根据评论聚合网站Metacritic的数据，对《崩坏：星穹铁道》的评价以“正面评论为主”；在另一个评论聚合网站OpenCritic汇总的20篇评论文章中，正面评价占比为88%。IGN的称其为2023年最好的免费开玩游戏。许多评论家将其与《原神》相比较，Eurogamer的将其归因于《原神》的受欢迎程度，她写道《崩坏：星穹铁道》是崩坏系列第四部作品，却被讨论得像是《原神》的续篇。
IGN的认为《崩坏：星穹铁道》的剧情有足够多的曲折，虽然部分内容的节奏“值得商榷”，但总体而言“有趣味”。《PC Gamer》的写道，剧情“从太空歌剧的英雄主义和乐观主义到尼尔系列的黑色喜剧，还融合了很多《最终幻想14》的肥皂剧式叙事”。Eurogamer的批评剧情“对重要细节只给出一句解释，却花费了八个段落来过度解释最简单的情节转折”，且经常使用黑底白字而非过场动画或对话提示进行过渡让人感到毫无生气。PCGamesN的娜特·史密斯认为米哈游将《崩坏：星穹铁道》作为崩坏系列的精神续作而非直接续作能降低新玩家的上手门槛，3DMGAME的评论员也持类似观点，表示未接触崩坏系列的玩家也能理解本作的世界观与剧情。PCGamesN还指出游戏中长段的静态对话场景是最容易失去观众的内容。游戏的幽默元素也得到了评论家的称赞，《PC Gamer》的指出游戏虽不乏幽默，但在涉及最重要的角色和主题时能保持严肃。广西大学新闻与传播学院副教授薛强与广西大学新闻与传播学院硕士研究生何晓琪认为，游戏《崩坏：星穹铁道》融合了东西方的文化，注重结合全球普遍适应性及区域性地域性文化。
游戏回合制的战斗系统得到了评论家的正面评价。IGN的称其“为喜欢琢磨细节的人提供了多层次的策略，同时也不会让休闲玩家愁眉苦脸”。《PC Gamer》的将“战术”和“基于团队的决策”列为《崩坏：星穹铁道》提炼的回合制角色扮演游戏中最令人满意的地方。IGN的认为战斗系统的策略性增添了胜利后的成就感。GamingBolt的拉維·辛哈也称游戏的战术性“令人惊讶”，但在“出色的操控（方式）和精心设计的效果”下，仍能保持快节奏和流畅的感觉。3DMGAME的评论员表示游戏在模仿经典的日式角色扮演游戏之余加入了自我的特色，并指出战斗机制有对《八方旅人》、炼金工房系列等作品的模仿。Eurogamer的认为，《崩坏：星穹铁道》将元素系统与传统日式角色扮演游戏的职业系统相结合，即使战斗失败也能带给玩家乐趣。PCGamesN的史密斯认为其战斗系统虽然没有最终幻想系列和女神异闻录系列作品的深度，但其通过“轻量化和非常快的节奏”来弥补了不足。Screen Rant的称回合制战斗是一种“直接的乐趣”，其战斗动画让战斗“华丽而有冲击力”，《PC Gamer》的也有类似的称赞，Polygon的和PCGamesN的史密斯还认为动画体现了角色的个性和故事。
评论家对游戏的养成系统和收費方式手段意见不一。《PC Gamer》的认为其收費方式“不算过分”，但其各种货币和奖励机制的复杂程度破坏了原本流畅的游戏体验。Screen Rant的将该游戏作为一款抽卡游戏视为其唯一的缺陷，批评其五星角色的掉落率低，武器系统“光锥”更是让获得最佳角色配置的成本相当高，其体力系统也没有必要。IGN的称游戏的遗器系统“令人恼火”，因其升级时提升的属性完全随机。Polygon的认为其角色养成系统比较合理，因为游戏机制鼓励培养多个角色，而非过度投入于一个配队。GamingBolt的辛哈表示游戏升级角色所需材料数量和获取方式之多很容易让玩家不知所措。Rock, Paper, Shotgun的賈森·科爾斯、IGN的和GamingBolt的辛哈认为低消费者也能享受该游戏。
《文汇报》记者宣晶认为，《崩坏：星穹铁道》在音乐创作中融合了民族风和电子音乐元素，同时在动画制作中采用了非遗技艺和水墨画风来展现科幻故事，拓展海外玩家对中国文化的理解与认知。《优雅》杂志的刘尚认为，本作以其近乎完美的二次元式美术风格、扣人心弦的剧情设定、独特的游戏世界观和游戏角色的交互性为玩家带来了丰富的游戏体验和独特的审美价值，成为玩家的情感寄托。

### 获奖
| 年份 | 獎項                     | 類別                   | 結果 | 來源          |
| ---- | ------------------------ | ---------------------- | ---- | ------------- |
| 2022 | 金摇杆奖                 | 最受期待游戏           | 提名 | [ 79 ] [ 80 ] |
| 2023 | 2023世界科幻游戏年度大奖 | 最佳人气奖             | 獲獎 | [ 81 ]        |
| 2023 | Google Play年度最佳榜單  | 最佳遊戲               | 獲獎 | [ 82 ] [ 83 ] |
| 2023 | Google Play年度最佳榜單  | 最佳劇情遊戲           | 獲獎 | [ 82 ] [ 83 ] |
| 2023 | Google Play年度最佳榜單  | 最佳平板遊戲           | 獲獎 | [ 82 ] [ 83 ] |
| 2023 | App Store Awards         | 年度iPhone遊戲         | 獲獎 | [ 84 ]        |
| 2023 | 2023年遊戲大獎           | 最佳手機遊戲           | 獲獎 | [ 85 ]        |
| 2024 | 第13屆紐約遊戲獎         | 最佳手機遊戲           | 獲獎 | [ 86 ]        |
| 2024 | 第27屆D.I.C.E.大奖       | 年度手機遊戲           | 提名 | [ 87 ]        |
| 2024 | 金摇杆奖                 | 仍然火熱遊戲獎（手機） | 獲獎 | [ 88 ]        |
| 2024 | Google Play年度最佳榜單  | 最佳中遊戲             | 獲獎 | [ 89 ]        |

### 商业表现
遊戲上線前夕，中国大陆的預約玩家數量达到2298万，中国大陆以外为1000万。2023年4月23日遊戲预下载當日登上超过113个国家及地区的App Store免費榜首位，以及中国大陆、美国、日本、韩国的总榜第一。4月26日遊戲全球上線后，5小時内登上中國大陸App Store暢銷榜首位，42個國家及地區暢銷榜前十，4月28日米哈遊宣佈遊戲下載量超過兩千萬。
GameLook估计，游戏上线首日，其全球全平台收入很可能已超过1亿人民币。而Sensor Tower的数据显示，游戏上线10天内，手游版本的全球营收超过1亿美元，其中中国占比44％，日本占比22％，美国占比12％。据DataEye统计，上线15天内，仅iOS版和通过Google Play下载的Android版的收入已达至少6500万美元，其中日本流水达1.2亿人民币。
2024年2月6日，遊戲上線2.0版本，遊戲下載量超過一億。